# Aleksandar Djordjevic (Fußballspieler)
Aleksandar Djordjevic (* 29. Juli 1981 in Bregenz) ist ein österreichischer Fußballspieler serbischer Abstammung.

## Karriere
Djordjevic begann seine Karriere beim FC Wolfurt. Nachdem er zuvor bei Schwarz-Weiß Bregenz gespielt hatte, wechselte er 2001 zum FC Viktoria 62 Bregenz. 2004 wechselte er zum Zweitligisten SC Austria Lustenau, für den er im August 2004 sein Profidebüt gab. 2005 wechselt er zum Ligakonkurrenten SC Schwanenstadt. 2006 schloss er sich dem Regionalligisten Wiener Sportklub an. 2007 wechselte er zum First Vienna FC. Zur Saison 2008/09 ging er zum SV Horn. Mit den Hornern konnte er in der Saison 2011/12 in den Profifußball aufsteigen. Nach drei Jahren in der Zweitklassigkeit musste man nach der Saison 2014/15 den Gang in Regionalliga antreten. Nach nur einer Saison in der Regionalliga konnte man in die Erste Liga zurückkehren.
Nach dem Abstieg aus der zweiten Liga wechselte er zur Saison 2017/18 zum viertklassigen ASKÖ Oedt. Nach einer Saison bei Oedt kehrte er zur Saison 2018/19 zum FC Wolfurt zurück, bei dem er bereits in seiner Jugend gespielt hatte.